# Wiktor Gomulicki

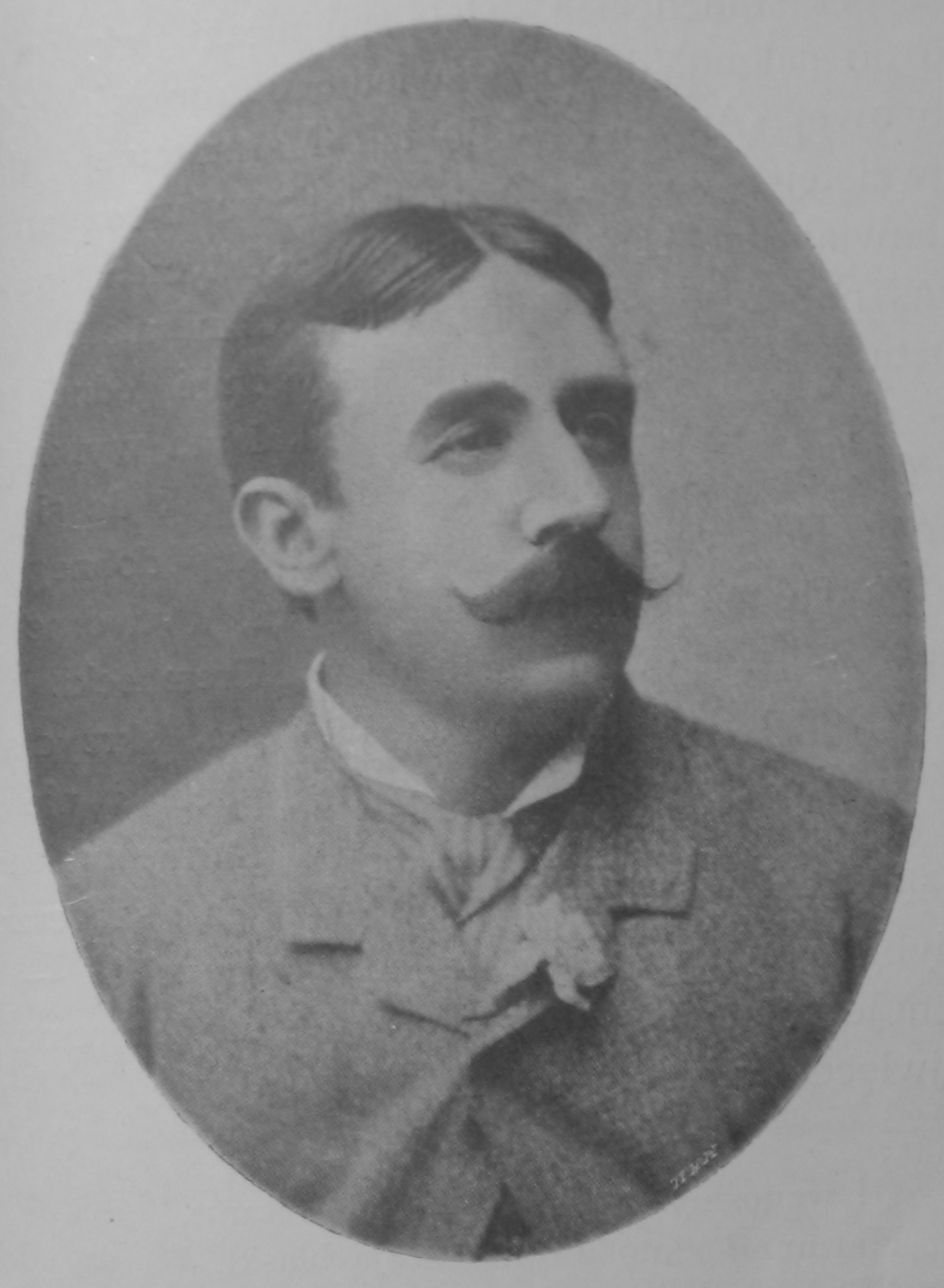
Wiktor Gomulicki, vor 1905

Wiktor Teofil Gomulicki (* 17. Oktober 1848 in Ostrołęka; † 14. Februar 1919 in Warschau) war ein polnischer Schriftsteller.
Gomulicki wuchs in Pułtusk auf. Er besuchte dort bis 1866 das Gymnasium und anschließend studierte Jura in Warschau. Er arbeitete zunächst für die Młoda Prasa, wechselte 1875 in die Redaktion des Kurier Codzienny und gab die Satirezeitschriften Mucha und Kolce heraus. Auf einer Reise nach Venedig und Paris 1888 sammelte er Materialien für eine Biographie des Dichters Cyprian Kamil Norwid. 1889–1890 war er Herausgeber des Tygodnik Powszechny.
1893 wurde Gomulicki von der Belgischen Akademie der Künste, Wissenschaft und Literatur mit einer Medaille Erster Klasse und einem Ehrendiplom ausgezeichnet. Als Schriftsteller wurde er vor allem mit historischen und Jugendromanen bekannt. Als Klassiker der polnischen Jugendliteratur gilt bis heute sein Roman Wspomnienia niebieskiego mundurka. Im Roman Ciury stellte er die Warschauer Literaturszene der 2. Hälfte des 19. Jahrhunderts dar. Außerdem veröffentlichte Gomulicki mehrere Gedichtbände. 1918 wurde er mit dem Eliza-Orzeszkowa-Literaturpreis ausgezeichnet.